# Pharus virescens
Pharus virescens là một loài thực vật có hoa trong họ Hòa thảo. Loài này được Döll miêu tả khoa học đầu tiên năm 1871.